# Île Manitou du Nord
L'île Manitou du Nord, ou North Manitou Island, est une île du lac Michigan (comté de Leelanau) dans l'état du Michigan aux États-Unis.

## Géographie
Située à environ 19 km à l'ouest-nord-ouest de Leland, elle s'étend sur environ 13 km de longueur pour une largeur d'environ 7 km. Elle fait partie du Sleeping Bear Dunes National Lakeshore.

## Histoire

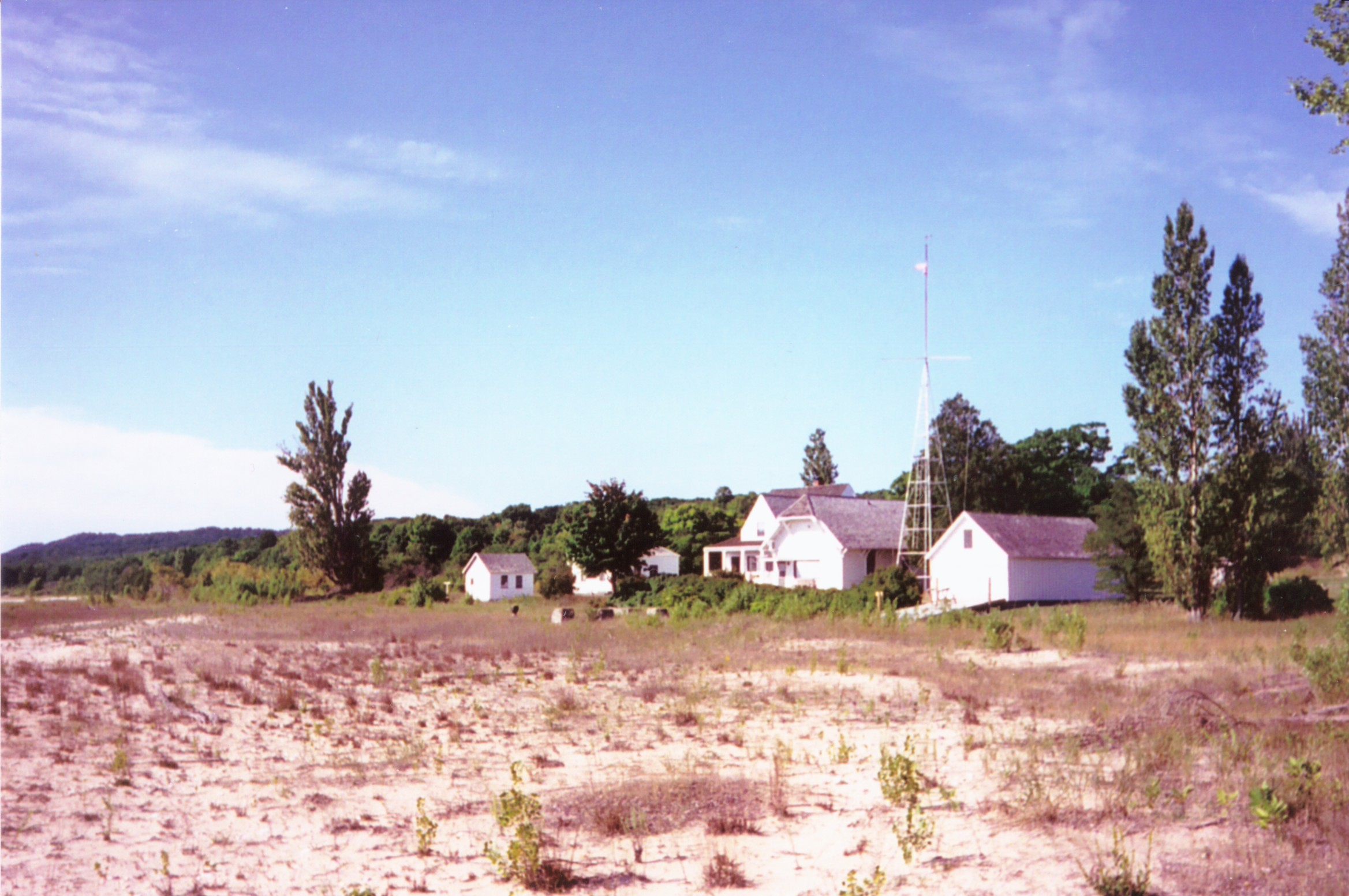
Rangers House

Des vestiges archéologiques ont montré qu'elle a été habitée (peut-être de manière occasionnelle) par les amérindiens entre 8 000 et 600 av. J.-C.
Au XIXe siècle et jusqu'au milieu du XXe, elle est exploitée pour son bois puis, lorsque le bois s'est épuisé, les habitants s'y lancèrent dans l'agriculture. Un groupe d'hommes d'affaires de Chicago, y exploitant les cerfs, y construisirent des chalets (dont certains restent sur « Cottage Row »). Le phare, construit en 1896, automatisé en 1932, abandonné en 1938, est détruit en 1942.
L'île est vendue au gouvernement des États-Unis dans les années 1950 et les bâtiments sont alors détruits. Il reste quelques bâtiments dont certains reconstruits pour les périodes estivales et un cimetière au sud-est de l'île où certains des anciens habitants de l'île sont enterrés.
De nos jours, l'île est aménagée pour la randonnée. Le camping en pleine nature y est autorisé dans toute l'île, et il existe plusieurs sites de camping désignés près de Rangers House.
Un récif, au sud-est de l'île, héberge le phare de l'île Manitou du Nord depuis 1935.